# Перицит
Перици́т (от др.-греч. περι- — вокруг, около и κύτος — клетка), или клетка Руже́ — отростчатая клетка соединительной ткани. Перициты входят в состав стенок мелких кровеносных сосудов, в том числе капилляров. Предшественниками перицитов являются адвентициальные клетки. Впервые перициты описал Шарль Мари Бенджамин Руже (фр. Rouget) в 1874 году. Название «клетка Руже» впервые употребил Циммерман в 1923 году. Эти клетки являются составной частью гематоэнцефалического барьера (ГЭБ). Они обладают несколькими важными для его функционирования свойствами: способностью к сокращению, регулированию функций эндотелия и макрофагальной активностью.
На протяжении практически всего XX века функциональное назначение перицитов оставалось неясным. В настоящее время перицит считается малодифференцированным клеточным элементом, участвующим в образовании стенки сосудов. При дифференцировке он способен превратиться в фибробласт, гладкомышечную клетку или макрофаг. В цитоплазме перицитов обнаружены фибриллярные элементы, с помощью которых клетки регулируют капиллярный кровоток.
Перициты играют следующие роли:
1. Регуляция пролиферативной активности эндотелиоцитов
2. Создание ложа роста для эндотелиоцитов
3. Активизация фактора роста эндотелиальной почки
4. Участие в создании новой базальной мембраны

## Описание
Перициты — вид клеток, найденных в центральной нервной системе. Они в основном размещаются снаружи от эндотелиального слоя клеток капиллярной сети в мозге. Представляют собой удлиненные многоотростчатые клетки, расположенные вдоль длинной оси капилляра. Перициты играют ключевую роль в обслуживании кровеносных капилляров мозга, а также и некоторые другие гомеостатические и кровоостанавливающие функции в мозге. Эти клетки — также ключевой компонент нервно-сосудистой единицы, которая включает клетки эндотелия, астроциты и нейроны. Перициты выполняют разнообразные функции:
- регуляция просвета кровеносных капилляров и, соответственно, кровяного давления (перициты содержат большое количество актина и миозина; благодаря этой своей структурной особенности они в состоянии изменять просвет капилляров и таким образом регулировать местное кровяное давление. Данная функция получила название сократительной);
- фагоцитирование чужеродных частиц и клеточных фрагментов. Данное свойство характерно только для церебральных перицитов. В капиллярной сети мозга они выполняют функцию макрофагов. Соответственно, в цитоплазме церебральных перицитов располагается большое количество лизосом. В культуре тканей доказана способность перицитов к фагоцитозу и презентации антигенов. Благодаря макрофагальным свойствам перициты образуют «вторую линию защиты мозга» от нейротоксических молекул, которые преодолели барьер эндотелиальных клеток. Таким образом, они являются важной составной частью иммунной системы мозга. Сбой макрофагальной активности перицитов может стать одним из факторов развития целого ряда аутоиммунных заболеваний. Имеются данные об опосредованной роли перицитов в развитии болезни Альцгеймера;
- регуляция проницаемости гематоэнцефалического барьера;
- перициты могут также стабилизировать и контролировать созревание эндотелиальных клеток прямой коммуникацией между клеточной мембраной перицитов и клеток эндотелия (за счёт межклеточных контактов).

Перициты, как и эндотелиоциты, располагаются на базальной мембране.
Также перициты синтезируют целый ряд вазоактивных веществ и играют важную роль в ангиогенезе.
В недавних исследованиях было показано, что отсутствие перицитов в центральной нервной системе может вызвать нарушение гематоэнцефалического барьера и приводить к другим дегенеративным изменениям.
Перициты крепко связаны с эндотелиоцитами. Эта связь осуществляется благодаря трём типам контактов: щелевым контактам, фокальным адгезивным контактам и инвагинациям мембраны одной клетки в тело другой. Щелевые контакты непосредственно связывают цитоплазму двух клеток, они проницаемы для ионов и небольших молекул. С помощью фокальных адгезивных контактов осуществляется прочная механическая связь двух типов клеток. Инвагинации участков мембраны одной клетки в другую обеспечивают как механическое связывание, так и межклеточный обмен веществ. Благодаря тесным контактам клетки опосредованно влияют на митотическую активность, экспрессию генов и, соответственно, фенотип друг друга
Около 20 % поверхности эндотелиальных клеток церебральных капилляров покрыты относительно маленькими, овальными перицитами. Каждая 2-я—4-я эндотелиальная клетка имеет контакт с клеткой-перицитом. В основном перициты располагаются в местах контакта эндотелиальных клеток. Перициты имеются практически во всех артериолах, венулах и капиллярах организма. Уровень покрытия ими эндотелиального слоя капилляра коррелирует с проницаемостью сосудистой стенки. В органах и тканях с проницаемой сосудистой стенкой они могут проникать из кровотока в межклеточное пространство. Так, например, в капиллярах скелетной мускулатуры соотношение перициты : эндотелиоциты составляет 1:100).
Клетки обладают вытянутой формой, длина перицитов около 200 мкм, толщина — 0,5 мкм. Образуют многочисленные отростки, охватывающие сосуд. В центральной нервной системе перициты образуют многочисленные отростки, охватывающие сосуд, и расположены вокруг эндотелиального слоя клеток, которые образуют стенку капилляра.

## Функции

### Гематоэнцефалический барьер
Перициты играют ключевую роль в образовании и регуляции проницаемости барьера между кровеносной системой и центральной нервной системой. Эта функциональная система известна как гематоэнцефалический барьер (ГЭБ). Этот барьер составлен из эндотелиальных клеток и осуществляет защиту и функционирование центральной нервной системы. Хотя теоретически предполагалось, что астроциты (астроглиальные клетки) индуцируют возникновение и формирование ГЭБ в постэмбриональном периоде, было установлено, что именно перициты в значительной степени ответственны за эту роль. Перициты ответственны за образование плотных контактов и инвагинаций, обеспечивающих взаимосвязь между эндотелиальными клетками. К тому же они обеспечивают образование ГЭБ, тормозя работу иммунных клеток ЦНС (которые могут помешать образованию барьера) и сокращая активность молекул, которые увеличивают сосудистую проницаемость.
Кроме образования ГЭБ, перициты также играют активную роль в его функционировании, управляя кровоснабжением мозга и взаимодействием между кровеносными сосудами и мозгом. Как сокращающиеся клетки, они могут расширять или суживать просвет кровеносных сосудов, стимулируя (или блокируя) проникновение определённых частиц в мозговую ткань. Такое регулирование кровяного давления необходимо для работы нейронов, потому что это предотвращает попадание определённых частиц крови в мозг. Когда перициты отсутствуют, в ГЭБ происходит процесс, известный как трансцитоз (процесс, который характерен для некоторых типов клеток, объединяющий признаки экзоцитоза и эндоцитоза: на одной поверхности клетки формируется эндоцитозный пузырек, который переносится к противоположному концу клетки и становится экзоцитозным пузырьком, выделяет своё содержимое во внеклеточное пространство; в эндотелиоцитах пузырьки, сливаясь, способны образовывать временные трансцеллюлярные каналы, через которые могут транспортироваться водорастворимые молекулы). Это по существу поступление к нейронам крупных молекул, в том числе больших белков плазмы крови, которые могут легко нарушить работу мозга. Этот процесс очень важен, поэтому ГЭБ чрезвычайно точно регулируется при нормальных условиях. Нарушение его проницаемости, возможно, представляет собой дисфункцию перицитов.
Эти клетки также играют ключевую роль в повышении микроциркуляции и уменьшении последствий старения мозга. В исследовании на перицитах взрослых мышей было установлено, что отсутствие таких клеток в мозге приводит к сосудистому повреждению из-за нарушения микроциркуляции и мозгового кровотока. Кровоток изменяется под действием эффектов, вызванных стрессом, гипоксией и некоторыми другими условиями, которые могут изменить гомеостаз. Кроме того, когда отсутствуют перициты, гематоэнцефалический барьер не блокирует некоторые нейротоксические и вазотоксические белки сыворотки, таким образом усиливая дегенеративные изменения. Такие изменения включают воспаление, а также нарушения обучения и памяти.

### Ангиогенез и функционирование эндотелиальных клеток
Перициты также связаны с возможностью эндотелиальных клеток дифференцироваться, делиться, формированием сосудистой системы (ангиогенез), а также с возможностью сигналов апоптоза распространяться по всему телу. Некоторые перициты, известные как капиллярные перициты, расположены вокруг стенок капилляров, обеспечивая выполнение данной функции. Капиллярные перициты, возможно, не являются сокращающимися клетками, потому что в них нет молекул альфа-актина, которые являются общими для других сокращающихся клеток. Эти клетки связываются с эндотелиальными клетками через щелевые межклеточные контакты и заставляют эндотелиальные клетки пролиферировать или выборочно препятствуют транспорту веществ. Если этот процесс не происходит, может возникнуть гиперплазия и аномальный сосудистый морфогенез. Эти типы перицитов могут также фагоцитировать чужеродные белки. Это свидетельствует о том, что этот тип клеток может быть производным микроглии.
Важно также отметить, что перициты сохраняют пластичность и таким образом могут превращаться в различные другие типы клеток, включая клетки гладких мышц, а также фибробласты и мезенхимальные стволовые клетки. Такая универсальность благоприятствует тому, что они регулируют равномерное развитие кровеносных сосудов во всем теле и тем самым способствуют равномерному распределению веществ среди близлежащих тканей.
Помимо создания и ремоделирования кровеносных сосудов в тканях и органах, перициты могут защищать эндотелиальные клетки от гибели путём апоптоза или под действием цитотоксических веществ. Было показано in vivo, что перициты образуют фермент, известный как перецитная аминопептидаза N/pAPN, который может стимулировать ангиогенез. Когда этот белок был введён в культуру церебральных эндотелиальных клеток, а также астроцитов, перициты сгруппировывались в структуры, которые напоминали капилляры. Кроме того, если экспериментальная культура содержит все необходимые клетки и вещества, за исключением перицитов, эндотелиальные клетки будут подвергаться апоптозу. При этом было установлено, что перициты должны присутствовать для обеспечения надлежащего функционирования эндотелиальных клеток и астроцитов. Если их нет, то надлежащего ангиогенеза произойти не может. Кроме того, было установлено, что перициты осуществляют вклад в выживание эндотелиальных клеток, потому что они секретируют белок BCL-w — это белок кровотока, который обеспечивает экспрессию VEGF-A и подавляет апоптоз.

## Патологии
Из-за их критической роли в поддержании и регулировании эндотелиального клеточного структурного и кровяного потока, перициты могут участвовать в формировании многих патологий. Когда они присутствуют в избытке, это приводит к болезням, как например повышенное кровяное давление и образованию опухоли, а если в дефиците, то это приводит к нейродегенеративным болезням.

### Гемангиоперицитома
Гемангиоперицитома — редкое сосудистое новообразование, оно может быть доброкачественным или злокачественным. При его злокачественной форме может происходить образование метастазов в легких, печени, мозге. Она чаще всего обнаруживается в бедренной кости и голени и диагностируется как саркома кости, обычно выявляется у старших возрастов, хотя встречается и у детей. Гемангиоперицитома вызывает чрезмерное многослойное развитие слоёв перицитов вокруг неправильно сформированного кровеносного сосуда. Диагностика этой опухоли трудна из-за невозможности отличить перициты от других видов клеток с помощью обычной микроскопии. Лечение может включать хирургическое вмешательство и радиационную терапию, в зависимости от уровня проникновения в кости и стадии развития опухоли.

### Диабетическая ретинопатия
Сетчатка больных диабетом часто показывает потерю перицитов, и эта потеря — характерный признак ранних стадий диабетической ретинопатии. Исследования обнаружили, что перициты играют при диабете важную роль в защите эндотелиальные клетки в капиллярах сетчатки. С потерей перицитов развиваются микроаневризмы в капиллярах. В результате любые увеличения в сосудистой проницаемости сетчатки ведут к опухоли глаза через макулярный отек или формируются новые сосуды, пронизывающие стекловидную мембрану глаза. Крайний результат — снижение или потеря зрения. Пока неясно, почему перициты утрачиваются у диабетических пациентов. По одной из гипотез их убивает токсичный сорбитол — конечный продукт (возрастной) обмена глюкозы, накапливающийся в перицитах. По причине увеличения концентрации глюкозы внутри клеток накапливаются сорбитол и фруктозы. Это приводит к осмотическому дисбалансу, что приводит к клеточным повреждениям. Уровень глюкозы повышается с возрастом, что также приводит к повреждению клетки.

### Нейродегенеративные болезни
Исследования показали, что перициты утрачиваются у взрослых людей при старении, что вызывает нарушение надлежащей церебральной перфузии и гематоэнцефалического барьера. Это приводит к нейродегенерации и воспалительным реакциям. Апоптоз перицитов в стареющем мозге может быть результатом сбоя в связи между факторами роста и рецепторами на перицитах. Фактор роста тромбоцитов B (ФРТ-B) освобождается из эндотелиальных клеток мозговых сосудов и связывается с рецептором PDGFR-бета на перицитах, инициируя их быстрое увеличение и миграцию для надлежащей поддержки кровеносной сети. Когда нарушается эта передача сигналов, перициты проходят апоптоз, ведущий ко многим нейродегенеративным болезням, включая болезни Альцгеймера и рассеянный склероз.